# シャルル・ド・ヴァロワ (ベリー公)
シャルル・ド・ヴァロワ（Charles de Valois, 1446年12月26日 - 1472年5月24日）は、フランス王シャルル7世と王妃マリー・ダンジューの末息子でルイ11世の末弟。ただし、この2人以外のシャルル7世の男子はいずれも幼少時に早世している。25歳で早世するまでの間、兄ルイ11世とは対立し続けた。
ベリー公（1461年 - 1465年）、ノルマンディー公（1465年 - 1466年）、ギュイエンヌ（アキテーヌ）公（1469年 - 1472年）に叙されたが、主に最初の称号のベリー公で呼ばれる。未婚のまま没しており、嫡子はいない。